# Mária Szepes
Dans le nom hongrois Szepes Mária, le nom de famille précède le prénom, mais cet article utilise l’ordre habituel en français Mária Szepes, où le prénom précède le nom.
Mária Szepes, née Magdolna Scherbach, le 14 décembre 1908 à Budapest, où elle meurt le 3 septembre 2007, est une femme de lettres, journaliste et scénariste hongroise.

## Biographie
Mária Szepes naquit dans une famille d'acteurs de théâtre. Sa mère, Margit Kornai (Maria Kronémer), était Prima donna à l'Opéra de Budapest. En 1915, sa mère épouse le réalisateur hongrois Béla Balogh.
De 1916 à 1933, elle commença comme actrice de cinéma (la plupart du temps sous le nom de Magda Papír). En 1929, elle joua dans Mélodie du cœur, le premier film allemand parlant. Un an après son mariage avec Béla Szepes, le 2 janvier 1931, elle l'a accompagné à Berlin. Mária Szepes étudia la littérature, l'histoire de l'art et la biologie à Berlin. Elle retourna en Hongrie, en 1933, lors de l'avènement du régime nazi. Elle continua à être actrice (elle tourna dans une dizaine de films) et scénarisa cinq films jusqu'en 1941. Elle fut également journaliste, puis devint écrivaine. Son premier roman, Le Lion rouge, publié en 1946 en Hongrie (titre original: A Vörös Oroszlán), a été écrit en cachette durant la Seconde Guerre mondiale et devint un best-seller mondial de la littérature ésotérique. Ce roman fut considéré comme non-conformiste et interdit sous le régime communiste de Mátyás Rákosi. Le Lion rouge est l'histoire d'un apprenti alchimiste qui arrive à mettre la main sur une poudre magique (sorte de pierre philosophale) et obtient l'immortalité, et traverse alors les époques. Dans la réédition de 2002, l'éditeur et écrivain Hans Joachim Alpers relate l'historique de l'écriture de ce roman.
Elle s'intéressa à la doctrine ésotérique de l'hermétisme.
Mária Szepes publia de nombreux livres sur les thèmes de l'ésotérisme, de la science-fiction, de la poésie.